# Liga Sudamericana de Baloncesto 2019
La Liga Sudamericana de Baloncesto de 2019 fue la vigésima cuarta edición del segundo torneo más importante de baloncesto a nivel de clubes en Sudamérica organizado por la CONSUBASQUET y FIBA Américas. El torneo se disputó con la participación de equipos provenientes de ocho países: Argentina, Bolivia, Brasil, Chile, Colombia, Ecuador, Paraguay y Uruguay. No hubo equipos de Perú y Venezuela. El torneo comenzó el 1 de octubre y finalizó el 13 de diciembre.

## Equipos participantes
| País              | Equipo                                                           | Vía de clasificación |
| ----------------- | ---------------------------------------------------------------- | --- |
| Argentina 3 cupos | Ferro Carril Oeste (Buenos Aires) Ciclista Olímpico Salta Basket | Semifinalista de la Liga Nacional de Básquet 2018-19 Semifinalista de la Liga Nacional de Básquet 2018-19 Ganador de la Superfinal de La Liga Argentina 2018-19 |
| Bolivia 1 cupo    | Pichincha de Potosí                                              | Campeón de la Liga Boliviana de Básquetbol 2019 |
| Brasil 3 cupos    | Botafogo EC Pinheiros SC Corinthians                             | 4.° en el NBB 2018-19 5.° en el NBB 2018-19 6.° en el NBB 2018-19                                                                                               |
| Chile 2 cupos     | Leones de Quilpué CD Las Ánimas de Valdivia                      | Subcampeón de la Liga Nacional de Básquetbol 2018-19 Campeón de la Copa Chile de Básquetbol 2018                                                                |
| Colombia 2 cupos  | Búcaros de Santander B&B de San Andrés                           | Subcampeón de la Liga Colombiana de Baloncesto 2018 Campeón de la Copa Nacional de Baloncesto 2019                                                              |
| Ecuador 1 cupo    | Piratas de Los Lagos                                             | 3.° en la Liga Ecuatoriana 2018 |
| Paraguay 1 cupo   | Deportivo San José                                               | Campeón del Torneo Clausura del Metropolitano 2018 |
| Uruguay 3 cupos   | Malvín Nacional Defensor Sporting                                | Subcampeón de la LUB 2018-19 3.° en la LUB 2018-19 6.° en la LUB 2018-19                                                                                        |

## Modo de disputa
El torneo está dividido en tres etapas; la ronda preliminar, las semifinales y la final.
Ronda preliminar
Los dieciséis participantes se dividen en cuatro grupos con cuatro sedes, una por grupo, donde disputan partidos dentro de cada grupo. A fin de puntuar, cada equipo recibe 2 puntos por victoria y uno por derrota. Los dos primeros de los grupos B, C, y D más el mejor tercero de los tres grupos acceden a las semifinales junto con el mejor equipo del grupo A, mientras que los demás dejan de participar.
Las sedes serán:
- Grupo A:  Ibarra, Ecuador
- Grupo B:  São Paulo, Brasil
- Grupo C:  La Banda, Argentina
- Grupo D:  San Andrés, Colombia

Semifinales
Los ocho equipos clasificados se dividen en dos grupos con dos sedes, una por grupo, donde disputan partidos dentro de cada grupo. A fin de puntuar, cada equipo recibe 2 puntos por victoria y uno por derrota. El primero de cada grupo avanza a la final, mientras que los demás dejan de participar.
- Grupo E:  São Paulo, Brasil
- Grupo F:  La Banda, Argentina

Final
Los dos mejores equipos se enfrentan en una serie al mejor de tres (3) partidos. El campeón clasificará al nuevo torneo internacional.

## Primera ronda

### Grupo A; Ibarra, Ecuador
| Pos. | Equipo               | Pts | PJ | PG | PP | PF  | PC  | Dif |
| ---- | -------------------- | --- | -- | -- | -- | --- | --- | --- |
| 1.   | Piratas de Los Lagos | 5   | 3  | 2  | 1  | 247 | 236 | +11 |
| 2.   | Dep. San José        | 5   | 3  | 2  | 1  | 244 | 228 | +16 |
| 3.   | Pichincha de Potosí  | 5   | 3  | 2  | 1  | 243 | 229 | +14 |
| 4.   | Búcaros de Santander | 3   | 3  | 0  | 3  | 218 | 259 | –41 |

Desempate: Piratas de los Lagos 3pts, Dif: +8; Dep. San José 3pts, Dif: +2; Pichincha de Potosí 3pts, Dif: –10

|  | Clasificado a la siguiente fase del torneo. |

Los horarios corresponde al huso horario de Ibarra, UTC–5:00.
| 1 de octubre, 18:10 | Dep. San José                                      | 87–73                | Búcaros                                               | Ibarra                                                                                          |  |
|                     | Parciales: 20–11, 19–22, 19–24, 29–16              |                      |                                                       |                                                                                                 |  |
|                     | Estadísticas J. Lloreda 21 A. Feeley 9 A. Feeley 5 | Reporte Pts Reb Asts | Estadísticas 19 L. Demond 8 J. Rodríguez 7 L. Taboada | Pabellón: Coliseo Luis Leoro Franco Árbitros: Cristiano Maranho Virginia Peruchini Cauan Santos |  |

| 1 de octubre, 20:30 | Piratas                                                   | 87–76                | Pichincha                                                       | Ibarra                                                                                      |  |
|                     | Parciales: 19–17, 29–18, 26–19, 13–22                     |                      |                                                                 |                                                                                             |  |
|                     | Estadísticas S. Kristopher 24 K. Wright Jr. 11 C. Silva 4 | Reporte Pts Reb Asts | Estadísticas 23 A. Robinson Jr. 15 A. Robinson Jr. 2 C. Camargo | Pabellón: Coliseo Luis Leoro Franco Árbitros: Leandro Lezcano Bruno Da Costa Franco Ronconi |  |

| 2 de octubre, 18:10 | Pichincha                                                    | 80–79                | Dep. San José                                          | Ibarra                                                                                   |  |
|                     | Parciales: 17–16, 24–22, 22–27, 17–14                        |                      |                                                        |                                                                                          |  |
|                     | Estadísticas A. Robinson Jr. 22 A. Robinson Jr. 11 R. Arze 6 | Reporte Pts Reb Asts | Estadísticas 15 J. Lloreda 8 A. Peralta 5 J.P. Cantero | Pabellón: Coliseo Luis Leoro Franco Árbitros: Bruno Da Costa Franco Ronconi Cauan Santos |  |

| 2 de octubre, 20:30 | Búcaros                                                     | 82–85                | Piratas                                            | Ibarra                                                                                          |  |
|                     | Parciales: 22–22, 23–18, 19–16, 18–29                       |                      |                                                    |                                                                                                 |  |
|                     | Estadísticas tres jugadores 19 J. Rodríguez 16 L. Taboada 5 | Reporte Pts Reb Asts | Estadísticas 35 S. Yeager 12 C. Silva 5 C. Withers | Pabellón: Coliseo Luis Leoro Franco Árbitros: Leandro Lezcano Virginia Peruchini Nicolás D´anna |  |

| 3 de octubre, 18:10 | Pichincha                                                                               | 87–63                | Búcaros                                                           | Ibarra                                                                                         |  |
|                     | Parciales: 26–12, 19–11, 20–20, 22–20                                                   |                      |                                                                   |                                                                                                |  |
|                     | Estadísticas A. Robinson Jr. 23 A. Robinson Jr. 12 J. Durelle Shuler, A. Robinson Jr. 4 | Reporte Pts Reb Asts | Estadísticas 17 L. Roberson 11 J. Rodríguez 3 F. Rodríguez Torres | Pabellón: Coliseo Luis Leoro Franco Árbitros: Virginia Peruchini Bruno Da Costa Nicolás D´anna |  |

| 3 de octubre, 20:30 | Piratas                                               | 75–78                | Dep. San José                                         | Ibarra                                                                                    |  |
|                     | Parciales: 21–29, 22–15, 17–20, 15–14                 |                      |                                                       |                                                                                           |  |
|                     | Estadísticas S. Yeager 26 K. Wright Jr. 12 C. Silva 5 | Reporte Pts Reb Asts | Estadísticas 18 S. Rodgers 12 J. Lloreda 6 S. Rodgers | Pabellón: Coliseo Luis Leoro Franco Árbitros: Leandro Lezcano Cauan Santos Franco Ronconi |  |

### Grupo B; São Paulo, Brasil
| Pos. | Equipo                  | Pts | PJ | PG | PP | PF  | PC  | Dif |
| ---- | ----------------------- | --- | -- | -- | -- | --- | --- | --- |
| 1.   | SC Corinthians          | 6   | 3  | 3  | 0  | 241 | 193 | +48 |
| 2.   | Ferro Carril Oeste (BA) | 5   | 3  | 2  | 1  | 213 | 205 | +8  |
| 3.   | Las Ánimas de Valdivia  | 4   | 3  | 1  | 2  | 208 | 240 | –32 |
| 4.   | Defensor Sporting       | 3   | 3  | 0  | 3  | 201 | 225 | –24 |

|  | Clasificado a la siguiente fase del torneo. |

Los horarios corresponde al huso horario de São Paulo, UTC–3:00.
| 8 de octubre, 18:40 | Ferro (BA)                                               | 73–64                | Defensor Sporting                                              | São Paulo                                                                                                |  |
|                     | Parciales: 22–12, 12–14, 19–16, 20–22                    |                      |                                                                | |  |
|                     | Estadísticas K. Hernández 13 K. Hernández 6 S. Orresta 6 | Reporte Pts Reb Asts | Estadísticas 18 J. De Groat Sr. 10 J. De Groat Sr. 3 D. García | Pabellón: Ginasio Wlamir Marques Árbitros: Rodrigo Mejía Mesa Nicolás Flores Ávalos Carlos Vélez Londoño |  |

| 8 de octubre, 21:00 | Corinthians                                    | 90–66                | Las Ánimas                                                           | São Paulo                                                                                                |  |
|                     | Parciales: 25–11, 21–23, 19–13, 25–19          |                      |                                                                      | |  |
|                     | Estadísticas Pecos 18 Douglas Santos 8 Pecos 8 | Reporte Pts Reb Asts | Estadísticas 19 K. Clarkson 6 K. Clarkson, J. Del Solar 4 F. Morales | Pabellón: Ginasio Wlamir Marques Árbitros: Daniel García Nieves Kristian Páez Arteaga Jesús López Monroy |  |

| 9 de octubre, 18:40 | Las Ánimas                                                                     | 58–75                | Ferro (BA)                                          | São Paulo                                                                                                |  |
|                     | Parciales: 19–19, 18–17, 13–14, 8–25                                           |                      |                                                     | |  |
|                     | Estadísticas F. Morales, D. Johnson, K. Clarkson 15 F. Morales 10 F. Morales 3 | Reporte Pts Reb Asts | Estadísticas 27 E. Thomas 12 E. Thomas 6 S. Orresta | Pabellón: Ginasio Wlamir Marques Árbitros: Rodrigo Mejía Mesa Kristian Páez Arteaga Yezid Carreño Pinzón |  |

| 9 de octubre, 21:00 | Defensor Sporting                                                                          | 62–68                | Corinthians                                                 | São Paulo                                                                                                |  |
|                     | Parciales: 16–18, 15–13, 20–18, 11–19                                                      |                      |                                                             | |  |
|                     | Estadísticas A. Acosta Milano, J. De Groat Sr., M. Cooke 14 E. Dawson 8 A. Acosta Milano 6 | Reporte Pts Reb Asts | Estadísticas 18 K. Fuller 9 D. Nesbitt, Teichmann 5 Fischer | Pabellón: Ginasio Wlamir Marques Árbitros: Daniel García Nieves Nicolás Flores Ávalos Jesús López Monroy |  |

| 10 de octubre, 18:40 | Las Ánimas                                            | 84–75                | Defensor Sporting                                     | São Paulo                                                                                                |  |
|                      | Parciales: 23–27, 19–15, 16–14, 26–19                 |                      |                                                       | |  |
|                      | Estadísticas F. Morales 26 D. Johnson 10 F. Morales 7 | Reporte Pts Reb Asts | Estadísticas 16 A. Dotti 7 M. Cooke 5 J. De Groat Sr. | Pabellón: Ginasio Wlamir Marques Árbitros: Carlos Vélez Londoño Kristian Páez Arteaga Jesús López Monroy |  |

| 10 de octubre, 21:00 | Corinthians                                             | 83–65                | Ferro (BA)                                                                 | São Paulo                                                                                                |  |
|                      | Parciales: 18–13, 23–26, 22–17, 20–9                    |                      |                                                                            | |  |
|                      | Estadísticas Humberto 23 Vezaro, T. Robinson 6 Vezaro 6 | Reporte Pts Reb Asts | Estadísticas 13 S. Orresta 7 E. Thomas 3 E. Thomas, S. Orresta, J. Kennedy | Pabellón: Ginasio Wlamir Marques Árbitros: Daniel García Nieves Rodrigo Mejía Mesa Nicolás Flores Ávalos |  |

### Grupo C; La Banda, Argentina
| Pos. | Equipo            | Pts | PJ | PG | PP | PF  | PC  | Dif |
| ---- | ----------------- | --- | -- | -- | -- | --- | --- | --- |
| 1.   | Ciclista Olímpico | 6   | 3  | 3  | 0  | 239 | 215 | +24 |
| 2.   | Pinheiros         | 5   | 3  | 2  | 1  | 242 | 219 | +23 |
| 3.   | Malvín            | 4   | 3  | 1  | 2  | 205 | 222 | –17 |
| 4.   | Leones de Quilpué | 3   | 3  | 0  | 3  | 229 | 259 | –30 |

|  | Clasificado a la siguiente fase del torneo. |

Los horarios corresponde al huso horario de La Banda, UTC–3:00.
| 15 de octubre, 19:10 | Malvín                                                   | 59–71                | Pinheiros                                             | La Banda                                                                                          |  |
|                      | Parciales: 13–22, 16–12, 17–16, 13–21                    |                      |                                                       |                                                                                                   |  |
|                      | Estadísticas M. Dominique 15 H. Mickelson 7 J. Santiso 7 | Reporte Pts Reb Asts | Estadísticas 17 Caio Torres 10 Lucas Cauê 8 C. Bennet | Pabellón: Vicente Rosales Árbitros: Daniel García Nieves Nicolás Flores Ávalos Jesús López Monroy |  |

| 15 de octubre, 21:30 | Ciclista Olímpico                                             | 82–75                | Leones                                        | La Banda                                                                                      |  |
|                      | Parciales: 14–19, 23–21, 22–15, 23–20                         |                      |                                               |                                                                                               |  |
|                      | Estadísticas L. Ortiz 20 K. Guzmán 9 T. Gaskins, G. Aliende 4 | Reporte Pts Reb Asts | Estadísticas 28 D. Dodson 7 B. Amor 5 B. Amor | Pabellón: Vicente Rosales Árbitros: Rodrigo Mejía Mesa Américo Rodríguez Carlos Vélez Londoño |  |

| 16 de octubre, 19:10 | Leones                                              | 78–93                | Pinheiros                                               | La Banda                                                                                       |  |
|                      | Parciales: 15–23, 33–22, 20–18, 10–30               |                      |                                                         |                                                                                                |  |
|                      | Estadísticas O. Cantón 20 D. Dodson 9 E. Marechal 5 | Reporte Pts Reb Asts | Estadísticas 22 Betinho 7 Betinho, Lucas Cauê 9 Betinho | Pabellón: Vicente Rosales Árbitros: Rodrigo Mejía Mesa Nicolás Flores Ávalos Américo Rodríguez |  |

| 16 de octubre, 21:30 | Malvín                                             | 62–75                | Ciclista Olímpico                                      | La Banda                                                                                         |  |
|                      | Parciales: 12–16, 18–24, 12–20, 20–15              |                      |                                                        |                                                                                                  |  |
|                      | Estadísticas M. Cabot 22 N. Pomoli 10 J. Santiso 5 | Reporte Pts Reb Asts | Estadísticas 23 L. Ortiz 9 D. Tintorelli 5 R. Gallegos | Pabellón: Vicente Rosales Árbitros: Daniel García Nieves Carlos Vélez Londoño Jesús López Monroy |  |

| 17 de octubre, 19:10 | Leones                                                     | 76–84                | Malvín                                               | La Banda                                                                                          |  |
|                      | Parciales: 13–25, 16–10, 19–26, 28–23                      |                      |                                                      |                                                                                                   |  |
|                      | Estadísticas O. Cantón 21 O. Cantón 9 O. Cantón, B. Amor 3 | Reporte Pts Reb Asts | Estadísticas 17 M. Cabot 13 H. Mickelson 7 N. Pomoli | Pabellón: Vicente Rosales Árbitros: Carlos Vélez Londoño Kristian Páez Arteaga Jesús López Monroy |  |

| 17 de octubre, 21:30 | Ciclista Olímpico                                                 | 82–78                | Pinheiros                                              | La Banda                                                                                          |  |
|                      | Parciales: 25–15, 15–21, 16–18, 26–24                             |                      |                                                        |                                                                                                   |  |
|                      | Estadísticas L. Ortiz 21 D. Tintorelli 6 T. Gaskins, G. Aliende 5 | Reporte Pts Reb Asts | Estadísticas 24 K. Dawkins 6 Marcus Toledo 8 C. Bennet | Pabellón: Vicente Rosales Árbitros: Daniel García Nieves Rodrigo Mejía Mesa Nicolás Flores Ávalos |  |

### Grupo D; San Andrés, Colombia
| Pos. | Equipo           | Pts | PJ | PG | PP | PF  | PC  | Dif |
| ---- | ---------------- | --- | -- | -- | -- | --- | --- | --- |
| 1.   | Salta Basket     | 6   | 3  | 3  | 0  | 224 | 183 | +41 |
| 2.   | Botafogo         | 5   | 3  | 2  | 1  | 210 | 201 | +9  |
| 3.   | Nacional         | 4   | 3  | 1  | 2  | 191 | 200 | –9  |
| 4.   | BB de San Andrés | 3   | 3  | 0  | 3  | 196 | 237 | –41 |

|  | Clasificado a la siguiente fase del torneo. |

Los horarios corresponde al huso horario de San Andrés, UTC–5:00.
| 22 de octubre, 19:10 | Botafogo                                                                              | 65–73                | Salta Basket                                               | San Andrés                                                                                 |  |
|                      | Parciales: 13–14, 15–25, 17–25, 20–9                                                  |                      |                                                            |                                                                                            |  |
|                      | Estadísticas Henrique Coelho 12 Lucas, Henrique Coelho, Du Sommer 5 Henrique Coelho 5 | Reporte Pts Reb Asts | Estadísticas 15 C. Schoppler 5 J. Hierrezuelo 4 M. Bolívar | Pabellón: Ginny Bay Coliseum Árbitros: Américo Rodríguez Sebastián Negrón Oswaldo Chirinos |  |

| 22 de octubre, 21:30 | San Andrés                                          | 64–77                | Nacional                                                                                                | San Andrés                                                                                           |  |
|                      | Parciales: 26–22, 13–20, 21–19, 4–16                |                      | | |  |
|                      | Estadísticas M. Jackson 15 M. Jackson 7 D. Mattox 5 | Reporte Pts Reb Asts | Estadísticas 17 S. Moglia, K. Austin 8 K. Austin 3 K. Austin, Y. Flores Rosario, M. Romero Schiaffarino | Pabellón: Ginny Bay Coliseum Árbitros: Daniel García Nieves Kristian Páez Arteaga Jesús López Monroy |  |

| 23 de octubre, 19:10 | Nacional                                                              | 57–73                | Botafogo                                    | San Andrés                                                                                         |  |
|                      | Parciales: 9–20, 23–16, 11–19, 14–18                                  |                      |                                             | |  |
|                      | Estadísticas M. Souberbielle 17 K. Austin 10 M. Romero Schiaffarino 6 | Reporte Pts Reb Asts | Estadísticas 14 Du Sommer 7 Cauê 5 J. Smith | Pabellón: Ginny Bay Coliseum Árbitros: Daniel García Nieves Sebastián Negrón Kristian Páez Arteaga |  |

| 23 de octubre, 21:30 | Salta Basket                                                                | 88–61                | San Andrés                                           | San Andrés                                                                                          |  |
|                      | Parciales: 15–22, 22–18, 22–8, 29–13                                        |                      |                                                      | |  |
|                      | Estadísticas M. Bolívar, T. O´garro Jr. 19 T. O´garro Jr. 12 C. Schoppler 5 | Reporte Pts Reb Asts | Estadísticas 13 M. Jackson 8 M. Jackson 4 M. Jackson | Pabellón: Ginny Bay Coliseum Árbitros: Américo Rodríguez Felipe Valenzuela Barrera Oswaldo Chirinos |  |

| 24 de octubre, 19:10 | Nacional                                                        | 57–63                | Salta Basket                                                              | San Andrés                                                                                               |  |
|                      | Parciales: 15–8, 16–13, 18–24, 8–18                             |                      |                                                                           | |  |
|                      | Estadísticas K. Austin 22 H. Passos 12 M. Romero Schiaffarino 3 | Reporte Pts Reb Asts | Estadísticas 10 M. Bolívar, N. Buchaillot 5 cuatro jugadores 3 M. Bolívar | Pabellón: Ginny Bay Coliseum Árbitros: Daniel García Nieves Felipe Valenzuela Barrera Jesús López Monroy |  |

| 24 de octubre, 21:30 | San Andrés                                          | 71–72                | Botafogo                                                                               | San Andrés                                                                                     |  |
|                      | Parciales: 18–19, 19–17, 20–19, 14–17               |                      |                                                                                        |                                                                                                |  |
|                      | Estadísticas L. Almanza 18 M. Jackson 8 D. Mattox 6 | Reporte Pts Reb Asts | Estadísticas 23 J. Smith 8 F. Mcswain Jr. 3 Henrique Coelho, Du Sommer, F. Mcswain Jr. | Pabellón: Ginny Bay Coliseum Árbitros: Sebastián Negrón Kristian Páez Arteaga Oswaldo Chirinos |  |

### Tabla de terceros
| Grupo | Equipo                 | Pts | PJ | PG | PP | PF  | PC  | Dif |
| ----- | ---------------------- | --- | -- | -- | -- | --- | --- | --- |
| D     | Nacional               | 4   | 3  | 1  | 2  | 191 | 200 | –9  |
| C     | Malvín                 | 4   | 3  | 1  | 2  | 205 | 222 | –17 |
| B     | Las Ánimas de Valdivia | 4   | 3  | 1  | 2  | 208 | 240 | –32 |

|  | Clasificado a la siguiente fase del torneo. |

## Semifinales

### Grupo E; São Paulo, Brasil
| Pos. | Equipo                  | Pts | PJ | PG | PP | PF  | PC  | Dif  |
| ---- | ----------------------- | --- | -- | -- | -- | --- | --- | ---- |
| 1.   | SC Corinthians          | 6   | 3  | 3  | 0  | 265 | 184 | +81  |
| 2.   | Ferro Carril Oeste (BA) | 5   | 3  | 2  | 1  | 242 | 193 | +49  |
| 3.   | Pinheiros               | 4   | 3  | 1  | 2  | 222 | 214 | +8   |
| 4.   | Piratas de Los Lagos    | 3   | 3  | 0  | 3  | 183 | 321 | –138 |

|  | Clasificado a la siguiente fase del torneo. |

Los horarios corresponde al huso horario de São Paulo, UTC–3:00.
| 12 de noviembre, 18:40 | Ferro (BA)                                                                | 116–60               | Piratas                                                         | São Paulo |  |
|                        | Parciales: 18–10, 31–10, 33–21, 34–19                                     |                      |                                                                 | |  |
|                        | Estadísticas A. January Jr., L. Massarelli 18 R. Johnson 10 S. Orresta 11 | Reporte Pts Reb Asts | Estadísticas 32 S. Yeager 6 T. Shannon 3 J. Centeno, A. Salgado | Pabellón: Ginásio Wlamir Marques Árbitros: Gonzalo Salgueiro Martí Nicolás Flores Ávalos Enzo Fernández Valenzuela |  |

| 12 de noviembre, 21:00 | Corinthians                                        | 78–71                | Pinheiros                                          | São Paulo                                                                                          |  |
|                        | Parciales: 19–18, 22–18, 18–13, 19–22              |                      |                                                    | |  |
|                        | Estadísticas D. Nesbitt 21 Teichmann 9 Teichmann 5 | Reporte Pts Reb Asts | Estadísticas 14 C. Bennet 6 Lucas Cauê 7 C. Bennet | Pabellón: Ginásio Wlamir Marques Árbitros: Rodrigo Mejía Mesa Américo Rodríguez Jesús López Monroy |  |

| 13 de noviembre, 18:40 | Pinheiros                                                                | 56–69                | Ferro (BA)                                                     | São Paulo                                                                                                 |  |
|                        | Parciales: 13–18, 12–16, 18–15, 13–20                                    |                      |                                                                | |  |
|                        | Estadísticas J. Nardi, K. Dawkins 11 Lucas Cauê, J. Nardi 7 K. Dawkins 5 | Reporte Pts Reb Asts | Estadísticas 19 L. Massarelli 8 A. January Jr. 5 L. Massarelli | Pabellón: Ginásio Wlamir Marques Árbitros: Rodrigo Mejía Mesa Nicolás Flores Ávalos Claudio Osorio Vargas |  |

| 13 de noviembre, 21:00 | Piratas                                             | 56–110               | Corinthians                                                | São Paulo |  |
|                        | Parciales: 8–32, 22–26, 10–17, 16–35                |                      |                                                            | |  |
|                        | Estadísticas S. Yeager 21 T. Shannon 7 J. Centeno 4 | Reporte Pts Reb Asts | Estadísticas 22 Douglas Santos 8 Humberto 5 Felipe Dalaqua | Pabellón: Ginásio Wlamir Marques Árbitros: Gonzalo Salgueiro Martí Jesús López Monroy Enzo Fernández Valenzuela |  |

| 14 de noviembre, 18:40 | Piratas                                             | 67–95                | Pinheiros                                                         | São Paulo                                                                                                 |  |
|                        | Parciales: 11–21, 28–28, 16–22, 12–24               |                      |                                                                   | |  |
|                        | Estadísticas T. Shannon 31 T. Shannon 7 Á. Imbago 4 | Reporte Pts Reb Asts | Estadísticas 21 J. Nardi 8 Marcus Toledo, Lucas Cauê 5 K. Dawkins | Pabellón: Ginásio Wlamir Marques Árbitros: Nicolás Flores Ávalos Jesús López Monroy Claudio Osorio Vargas |  |

| 14 de noviembre, 21:00 | Corinthians                                             | 77–57                | Ferro (BA)                                         | São Paulo                                                                                               |  |
|                        | Parciales: 28–20, 14–18, 15–7, 20–12                    |                      |                                                    | |  |
|                        | Estadísticas Pecos 15 D. Nesbitt, Teichmann 6 Fischer 6 | Reporte Pts Reb Asts | Estadísticas 16 S. Orresta 8 E. Thomas 4 E. Thomas | Pabellón: Ginásio Wlamir Marques Árbitros: Rodrigo Mejía Mesa Américo Rodríguez Gonzalo Salgueiro Martí |  |

### Grupo F; La Banda, Argentina
| Pos. | Equipo            | Pts | PJ | PG | PP | PF  | PC  | Dif |
| ---- | ----------------- | --- | -- | -- | -- | --- | --- | --- |
| 1.   | Botafogo          | 6   | 3  | 3  | 0  | 233 | 197 | +36 |
| 2.   | Ciclista Olímpico | 5   | 3  | 2  | 1  | 228 | 209 | +19 |
| 3.   | Nacional          | 4   | 3  | 1  | 2  | 210 | 227 | –17 |
| 4.   | Salta Basket      | 3   | 3  | 0  | 3  | 201 | 215 | –14 |

|  | Clasificado a la siguiente fase del torneo. |

Los horarios corresponde al huso horario de La Banda, UTC–3:00.
| 19 de noviembre, 19:10 | Botafogo                                       | 62–61                | Salta Basket                                           | La Banda                                                                                                  |  |
|                        | Parciales: 13–11, 15–18, 13–14, 21–18          |                      |                                                        | |  |
|                        | Estadísticas Cauê 16 Cauê 12 Henrique Coelho 3 | Reporte Pts Reb Asts | Estadísticas 16 C. Schoppler 7 M. Bolívar 8 M. Bolívar | Pabellón: Estadio Vicente Rosales Árbitros: Américo Rodríguez Nicolás Flores Ávalos Kristian Páez Arteaga |  |

| 19 de noviembre, 21:30 | Ciclista Olímpico                                                                | 81–68                | Nacional                                                       | La Banda                                                                                               |  |
|                        | Parciales: 14–15, 25–26, 21–13, 21–14                                            |                      |                                                                | |  |
|                        | Estadísticas K. Guzmán, T. Gaskins 15 D. Tintorelli 13 T. Gaskins, R. Gallegos 5 | Reporte Pts Reb Asts | Estadísticas 19 K. Austin 6 D. Montel 4 M. Romero Schiaffarino | Pabellón: Estadio Vicente Rosales Árbitros: Rodrigo Mejía Mesa Carlos Vélez Londoño Jesús López Monroy |  |

| 20 de noviembre, 19:10 | Nacional                                                                     | 69–79                | Botafogo                                            | La Banda                                                                                                  |  |
|                        | Parciales: 15–20, 19–16, 7–18, 28–25                                         |                      |                                                     | |  |
|                        | Estadísticas M. Romero Schiaffarino 13 R. Jackson 7 M. Romero Schiaffarino 4 | Reporte Pts Reb Asts | Estadísticas 24 Lucas 8 Arthur 5 Paulinho, J. Smith | Pabellón: Estadio Vicente Rosales Árbitros: Rodrigo Mejía Mesa Carlos Vélez Londoño Kristian Páez Arteaga |  |

| 20 de noviembre, 21:30 | Salta Basket                                                     | 73–80                | Ciclista Olímpico                                                    | La Banda |  |
|                        | Parciales: 14–20, 21–18, 16–22, 22–20                            |                      |                                                                      | |  |
|                        | Estadísticas M. Bolívar 22 S. González 5 M. Bolívar, F. Bazani 4 | Reporte Pts Reb Asts | Estadísticas 18 K. Guzmán 6 D. Tintorelli, R. Gallegos 6 R. Gallegos | Pabellón: Estadio Vicente Rosales Árbitros: Américo Rodríguez Nicolás Flores Ávalos Felipe Valenzuela Barrera |  |

| 21 de noviembre, 19:10 | Nacional                                                       | 73–67                | Salta Basket                                                                | La Banda                                                                                                  |  |
|                        | Parciales: 27–18, 9–16, 23–20, 14–13                           |                      |                                                                             | |  |
|                        | Estadísticas D. Montel 19 K. Austin 7 M. Romero Schiaffarino 6 | Reporte Pts Reb Asts | Estadísticas 14 C. Cardo, N. Stucky 8 N. Stucky 4 M. Bolívar, N. Buchaillot | Pabellón: Estadio Vicente Rosales Árbitros: Nicolás Flores Ávalos Carlos Vélez Londoño Jesús López Monroy |  |

| 21 de noviembre, 21:30 | Ciclista Olímpico                                    | 67–68                | Botafogo                                                | La Banda                                                                                                   |  |
|                        | Parciales: 20–16, 13–14, 23–9, 11–29                 |                      |                                                         | |  |
|                        | Estadísticas T. Gaskins 18 K. Guzmán 7 R. Gallegos 5 | Reporte Pts Reb Asts | Estadísticas 24 J. Smith 6 Arthur, Du Sommer 4 Paulinho | Pabellón: Estadio Vicente Rosales Árbitros: Rodrigo Mejía Mesa Américo Rodríguez Felipe Valenzuela Barrera |  |

## Final
|  | Final          |                |    |    |    |  |
|  |                |                |    |    |    |  |
|  | SC Corinthians | SC Corinthians | 88 | 64 | 70 |  |
|  | SC Corinthians | SC Corinthians | 88 | 64 | 70 |  |
|  | Botafogo       | Botafogo       | 74 | 74 | 74 |  |
|  | Botafogo       | Botafogo       | 74 | 74 | 74 |  |

| 5 de diciembre, 20:40 (UTC–3) | Botafogo                               | 74–88 (Series: 0–1)  | Corinthians                                                 | Río de Janeiro                                                                    |  |
|                               | Parciales: 12–27, 22–29, 20–11, 20–21  |                      |                                                             |                                                                                   |  |
|                               | Estadísticas Cauê 18 Cauê 5 J. Smith 3 | Reporte Pts Reb Asts | Estadísticas 18 D. Nesbitt, K. Fuller 11 D. Nesbitt 8 Pecos | Pabellón: Arena Carioca Árbitros: Cristiano Maranho Fabricio Vito Leandro Lezcano |  |

| 12 de diciembre, 20:40 (UTC–3) | Corinthians                                        | 64–74 (Series: 1–1)  | Botafogo                                 | São Paulo                                                                                      |  |
|                                | Parciales: 15–27, 20–21, 11–17, 18–9               |                      |                                          |                                                                                                |  |
|                                | Estadísticas K. Fuller 14 D. Nesbitt 7 Teichmann 4 | Reporte Pts Reb Asts | Estadísticas 25 J. Smith 9 Lucas 3 Lucas | Pabellón: Ginasio Wlamir Marques Árbitros: Cristiano Maranho Guilherme Locatelli Fabricio Vito |  |

| 13 de diciembre, 21:30 (UTC–3) | Corinthians                                      | 70–74 (Series: 1–2)  | Botafogo                            | São Paulo                                                                                      |  |
|                                | Parciales: 12–21, 13–20, 19–17, 26–16            |                      |                                     |                                                                                                |  |
|                                | Estadísticas K. Fuller 17 D. Nesbitt 9 Fischer 3 | Reporte Pts Reb Asts | Estadísticas 20 Cauê 7 Lucas 5 Cauê | Pabellón: Ginasio Wlamir Marques Árbitros: Cristiano Maranho Guilherme Locatelli Fabricio Vito |  |

Botafogo

Campeón

Primer título